# Récessus subpoplité
 (juillet 2025).
 (octobre 2023).
Le récessus subpoplité (ou bourse séreuse du muscle poplité) est une bourse synoviale du membre inférieur située au niveau de la face dorsale du genou.

## Description
Lea récessus subpoplité est formé par un diverticule issu de la synoviale de l'articulation du genou. Il accompagne le tendon d'origine du muscle poplité à travers le plan fibreux postérieur de l'articulation.